# Российский комитет по программе «Человек и биосфера»
Российский комитет по программе «Человек и биосфера» участвует в развитии всемирной сети биосферных резерватов, созданной в рамках программы ЮНЕСКО «Человек и биосфера». Деятельность комитета направлена на укрепление сотрудничества в Европе и регионах Восточной Азии в рамках программы, формирование комплексного мониторинга, унификацию баз данных и публикацию научных работ по проектам программы. Комитет основан в 1975 году.

## Управление
В настоящее время председателем комитета является академик РАН Большаков Владимир Николаевич, его заместители — академик РАН Павлов Дмитрий Сергеевич и к.г.н. Неронов Валерий Михайлович, учёный секретарь — к.б.н. Лущекина Анна Анатольевна.

## Деятельность комитета
Российский комитет ведёт работу в двух региональных сетях программы: европейские биосферные заповедники представлены в европейской региональной сети, в то время как 16 заповедников восточнее Урала работают с азиатской региональной сетью. В европейской сети в планах российского комитета участие в создании трансграничного резервата на базе биосферных заповедников «Неруссо-Деснянское Полесье» в России и «Деснянский» на Украине в бассейне реки Десна. Кроме того, представители России входят в координационный комитет по подготовке следующей конференции региональной сети, которая пройдёт в 2011 году в Швеции. В азиатской сети российский комитет ведёт работу в восточно-азиатской секции. Одной из проблем сети является отсутствие взаимодействия с руководствами стран по вопросам создания трансграничных резерватов. При этом отмечается многолетнее сотрудничество Даурского биологического заповедника с близлежащими резерватами в Монголии (Монгол Дагуур) и Китае (Далай-нор).
Основная проблема в деятельности комитета — сложности в создании зонированной структуры резерватов и функционировании всех трёх составляющих: ядра, буферной зоны и зоны сотрудничества. В большинстве российских биосферных заповедников не создана зональная структура и практически отсутствует сотрудничество с местным населением и администрациями. Решение проблемы Большаков видит в законодательной поддержке, которую необходимо оказывать природным участкам с международной значимостью, а также в возможности комитета работать по принципу межведомственного органа. Академик приводит в пример Испанию, в Комитете МАБ которой представлены специалисты высокого уровня из разных министерств и ведомств. Испания существенный вклад в развитие программы проводя большое количество региональных и международных мероприятий. Российский комитет программы недеется на проведение ряда мероприятий в России в 2011 году.

## Биосферные резерваты на территории России
На данный момент (2010 год) в мире насчитывается 553 биосферных резервата в 107 странах мира, в том числе 41 на территории Российской Федерации:
1. Кавказский биосферный заповедник, 1978
2. Окский биосферный государственный заповедник, 1978
3. Приокско-Террасный биосферный заповедник, 1978
4. Сихотэ-Алинский биосферный заповедник , 1978
5. Центрально-Чернозёмный биосферный заповедник, 1978
6. Астраханский биосферный заповедник, 1984
7. Воронежский биосферный заповедник, 1984
8. Кроноцкий государственный биосферный заповедник, 1984
9. Лапландский природный биосферный заповедник, 1984
10. Печоро-Илычский биосферный заповедник, 1984
11. Саяно-Шушенский биосферный заповедник, 1984
12. Сохондинский заповедник, 1984
13. Центрально-Лесной заповедник, 1985
14. Байкальский биосферный заповедник, 1986
15. Баргузинский биосферный заповедник, 1986
16. Центральносибирский биосферный заповедник, 1986
17. Биосферный заповедник Чёрные земли, 1993
18. Таймырский биосферный заповедник, 1995
19. Биосферный заповедник Убсунурская котловина, 1997
20. Даурский биосферный заповедник, 1997
21. Тебердинский государственный природный биосферный заповедник, 1997
22. Катунский биосферный заповедник, 2000
23. Висимский биосферный заповедник, 2001
24. Водлозерский биосферный заповедник, 2001
25. Биосферный резерват Неруссо-Деснянское Полесье, 2001
26. Дарвинский государственный биосферный природный заповедник, 2002
27. Биосферный резерват Нижегородское Заволжье, 2002
28. Командорский государственный биосферный заповедник, 2002
29. Национальный парк Смоленское Поозерье, 2002
30. Национальный парк Угра, 2002
31. Дальневосточный морской биосферный заповедник, 2003
32. Биосферный заповедник Валдайский, 2004
33. Биосферный заповедник Кедровая Падь, 2004
34. Биосферный заповедник Кенозерский, 2004
35. Приморский биосферный заповедник Ханкайский, 2005
36. Комплексный средневолжский биосферный заповедник, 2006
37. Большой волжско-камский биосферный заповедник, 2007
38. Ростовский биосферный заповедник, 2008
39. Алтайский биосферный заповедник, 2009
40. Волго-Ахтубинская пойма, 2011
41. Башкирский Урал, 2012

## Издаваемая литература
Ниже представлены работы, изданные в рамках работы российского комитета по программе «Человек и биосфера»:
- Московское бюро ЮНЕСКО. Российские биосферные резерваты на современном этапе. Часть1. Европейская территория РФ. — Москва, 2006.
- Биосферные резерваты России в XXI веке, вклад в устойчивое развитие и сохранение биологического и этнокультурного разнообразия в России в контексте глобальных изменений. — Ханты-Мансийск, 2007.
- В.В. Бобров, А.А.Варшавский, Л.А.Хляп. Чужеродные виды млекопитающих в экосистемах России. — Москва, 2008.